# كريستينا مارسيلاخ
كريستينا مارسيلاخ (بالإسبانية: Cristina Marsillach)‏ هي ممثلة إسبانية، ولدت في 30 سبتمبر 1963 بمدريد في إسبانيا.

## وصلات خارجية
- كريستينا مارسيلاخ على موقع IMDb (الإنجليزية)
- كريستينا مارسيلاخ على موقع ألو سيني (الفرنسية)
- كريستينا مارسيلاخ على موقع أول موفي (الإنجليزية)
- كريستينا مارسيلاخ على موقع قاعدة بيانات الأفلام السويدية (السويدية)
- كريستينا مارسيلاخ على موقع قاعدة بيانات الفيلم (الإنجليزية)
- كريستينا مارسيلاخ على موقع كينوبويسك (الروسية)